# Villa Volta
La Villa Volta est une attraction de type Mad House située dans le parc Efteling, aux Pays-Bas.

## Présentation
La Villa Volta est considérée comme la première Mad House moderne au monde. L'attraction est située dans la section Marerijk du parc. Appelé en français « Royaume Magique » ou encore « Royaume de la Magie », il se trouve dans la partie occidentale du parc. Cette section est celle des contes de fées, des créatures fantastiques et de la nostalgie. 
Construite en 1996 par Vekoma, elle est composée de deux préshows et d'un Main show. 
L'attraction a été imaginée par Ton van de Ven et la musique a été composée par Ruud Bos. La Villa Volta est considérée par certains comme la meilleure mad house qu'il soit. D'ailleurs elle a reçu en 1997 le THEA Award dans la catégorie "Attraction". Le principe de l'attraction a été reproduit dans de nombreux parcs après l'ouverture de la Villa Volta.

## Historique
Efteling dessina les plans pour une attraction similaire en 1974 et les premiers plans de Villa Volta datent de 1989. Ton van de Ven est le concepteur de Villa Volta. Ton van de Ven est un grand créatif du parc. Il a conçu entre autres Piraña, le Vol de Rêve, Fata Morgana, Vogel Rok, le Peuple des Lavanors, le Château Hanté, Gondoletta, la Pagode, De Halve Maen. Pendant la phase de conception, l'attraction se désignait par Villa Vola avant de recevoir son nom définitif. Les travaux débutèrent en 1994 et l'inauguration eu lieu en 1996[source secondaire souhaitée].

## L'attraction

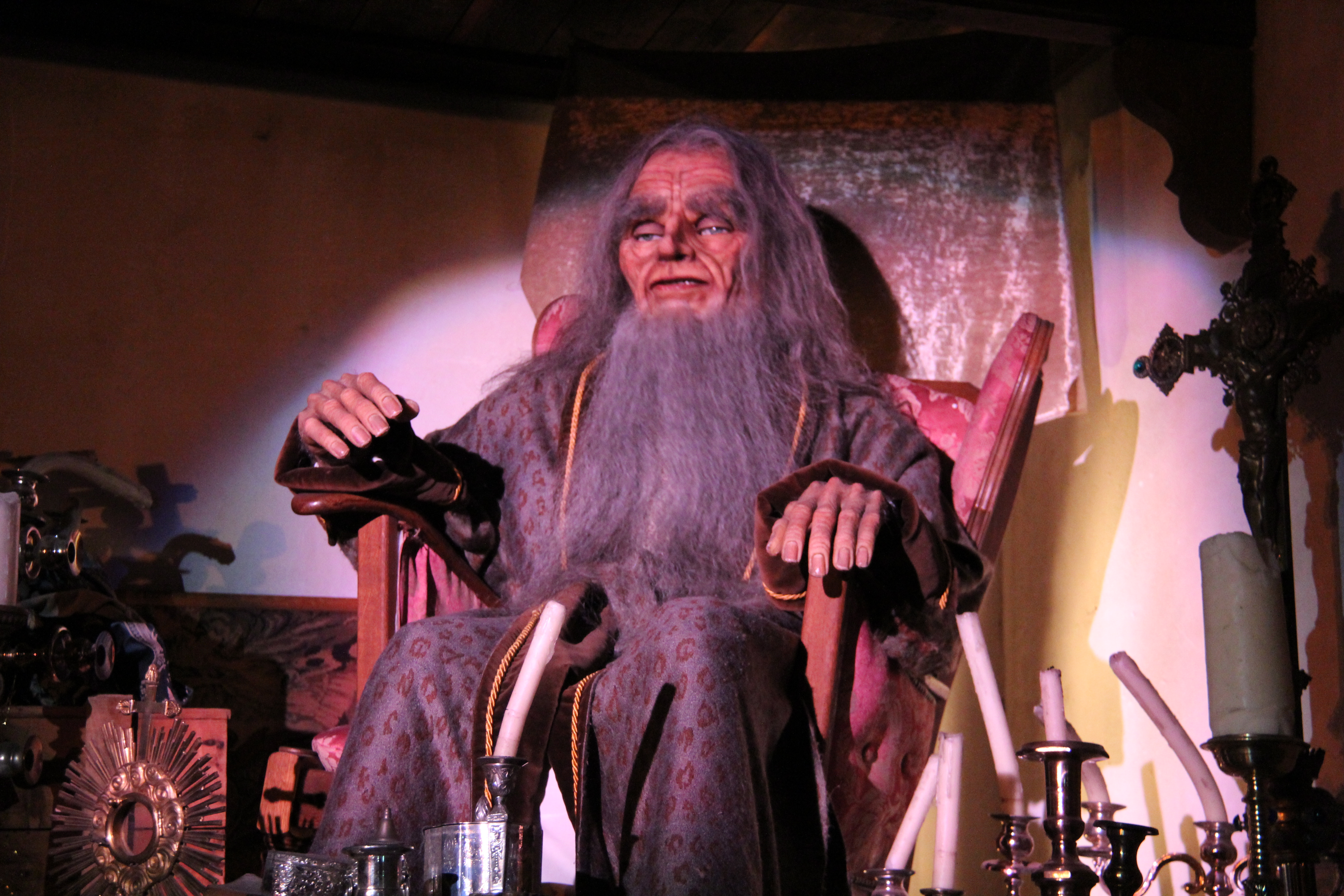
Animatronique de Hugo van den Loonsche Duynen.

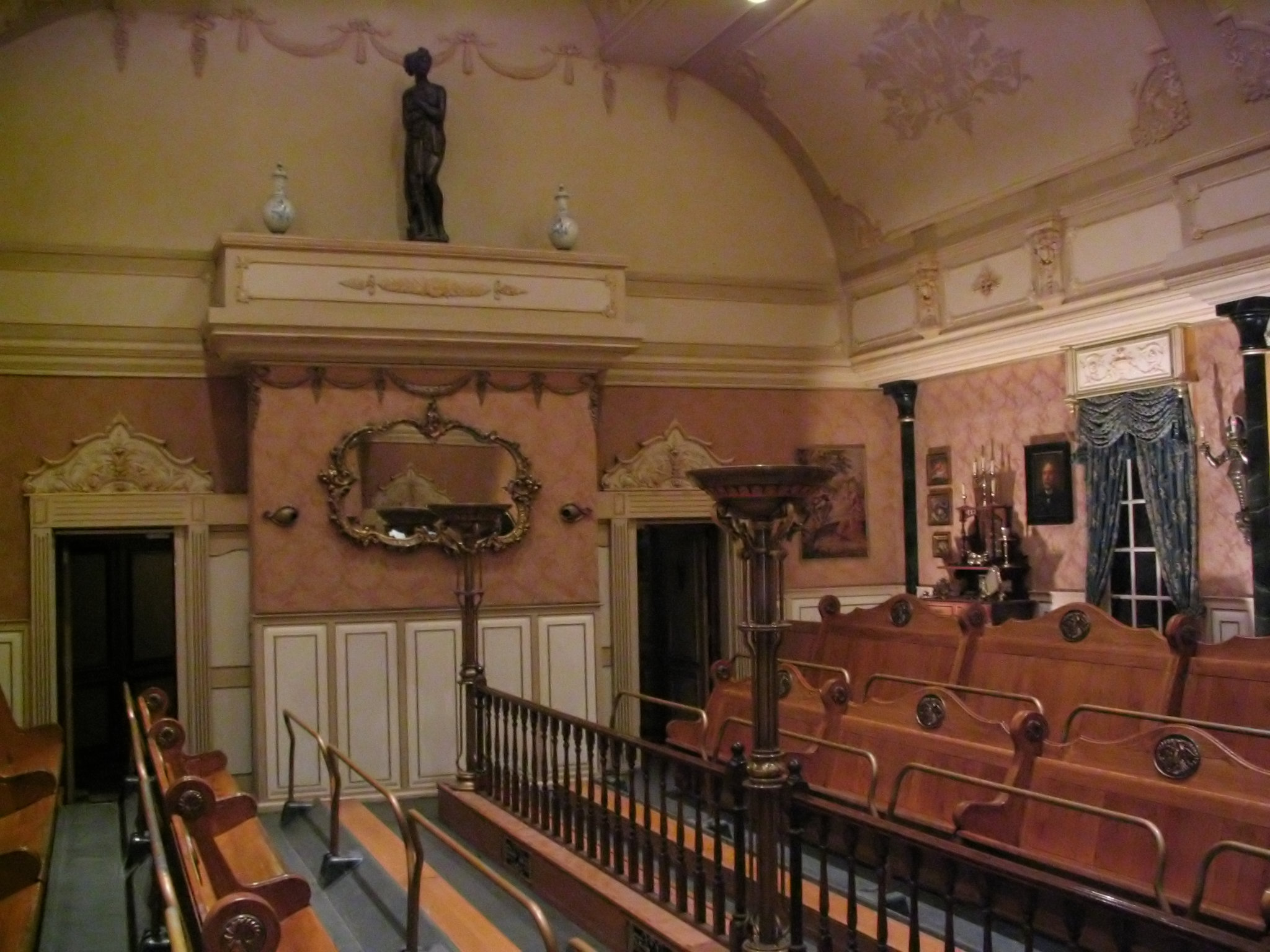
Vue de la salle du Main show.

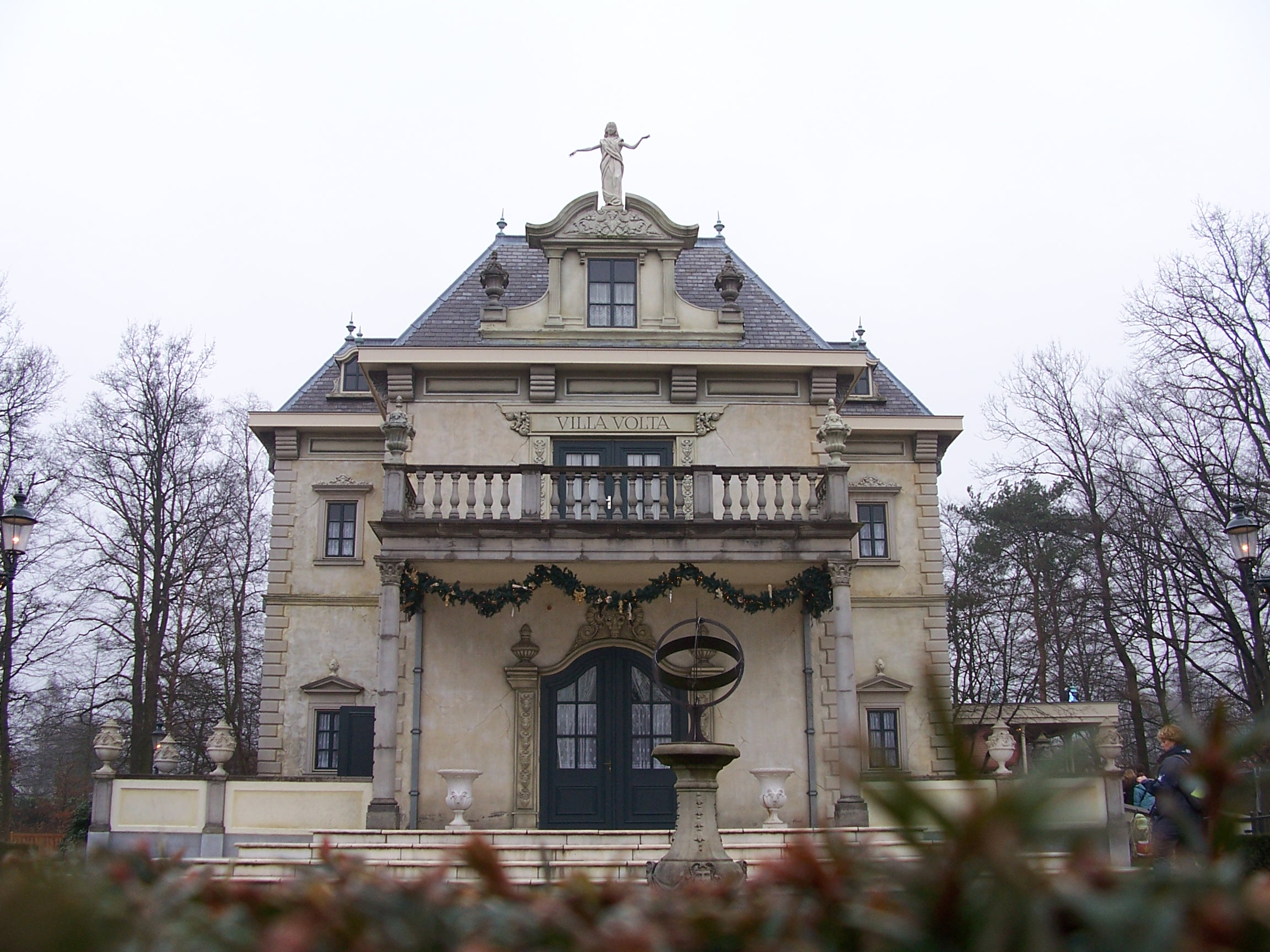
Façade de l'attraction en hiver.

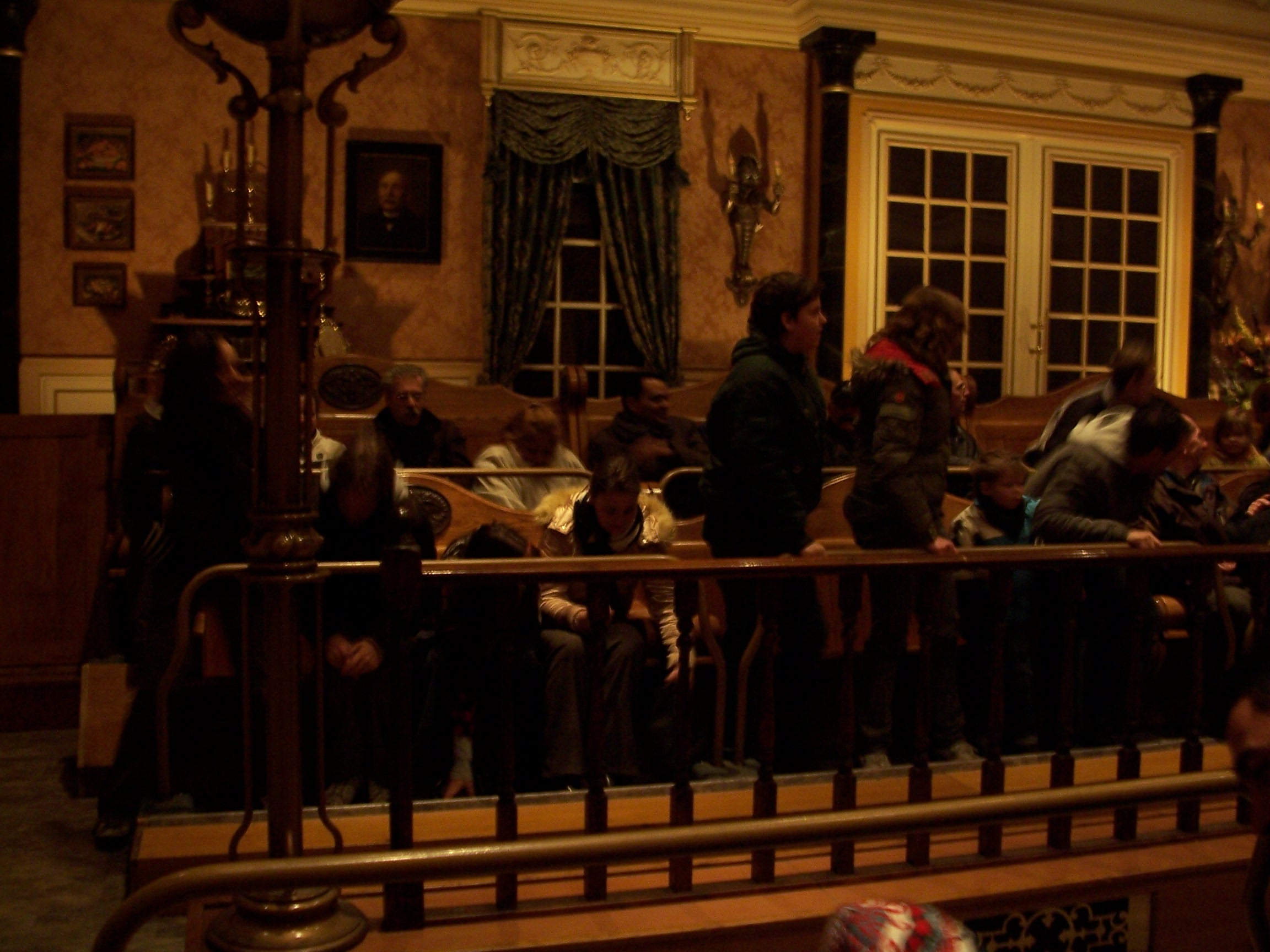
Intérieur de la Mad House.

### Technique
Bien que la Villa Volta soit la première réalisation à grande échelle dans un parc d'attraction, la technique est connue depuis le début du XXe siècle. Les banquettes se trouvent sur un axe qui se balance à maximum 30°. La pièce elle-même (les murs, le plancher et le plafond) est un tambour, un coffrage qui entoure les banquettes. Pendant le déroulement du Main show, l'axe se balance d'avant en arrière et créé un sentiment de mouvement, pendant que le tambour tourne à 360°. En associant habillement les mouvements, l'illusion de tourner dans toute la pièce est créée. Les rideaux ont été traités avec de l'amidon pour qu'ils ne bougent pas quand le tambour tourne. Dans la pièce du Main show, les chandeliers sont des statuettes dont le regard se déplace de gauche à droite pendant le fonctionnement de l'attraction[source secondaire souhaitée].

### Données techniques
- Date de création : 1996
- Superficie : 4 500 m2
- Durée : +/- 10 minutes
- Durée 1er préshow : 3 min 35 s
- Durée 2e préshow : 3 min 35 s
- Durée main show : 2 min 40 s[pertinence contestée]
- Nombre de Hugo : 1 (préshow) + 2 (main show)
- Nombre de clignements d'yeux de Hugo : 70 par show[pertinence contestée]
- Débit horaire : 1 200 personnes
- Capacité de la maison : 160 visiteurs[pertinence contestée]
- Prix : 4,54 millions d'euros (10 millions de florins)

### Musique
La musique de la Villa Volta a été composée par Ruud Bos. Il a également signé les bandes son de Vol de Rêve, de l'Vogel Rok, de Carnaval Festival et de Fata Morgana. Ruud Bos a écrit quatre morceaux différents : pour la file d'attente, pour le premier préshow, pour le deuxième préshow et pour le Main show. La musique du spectacle principal a été enregistrée par le Brussels Philharmonic Orchestra aussi appelé Orchestre de la radio Flamande, sous la direction de Ruud Bos. La musique comprend quelques additions électriques, comme le chœur. Ce n'est pas un véritable chœur, mais un chœur électrique. La musique de la file d'attente a été faite avec un synthétiseur. La musique du spectacle principal s'appelle The Sympfony from Ruud[source secondaire souhaitée].